# Eurasimona stigma
Eurasimona stigma är en tvåvingeart som först beskrevs av Friedrich Hermann Loew 1840.  Eurasimona stigma ingår i släktet Eurasimona, och familjen borrflugor. Arten är reproducerande i Sverige.